# غودفري فيربانك
غودفري فيربانك (19 يونيو 1895 في المملكة المتحدة - 8 يوليو 1947 في المملكة المتحدة) (بالإنجليزية: Godfrey Firbank)‏ هو لاعب كريكت بريطاني. لعب مع British Army cricket team ‏ وCombined Services cricket team ‏.